# タンヨンマット駅
タンヨンマット駅（タンヨンマットえき、タイ語:สถานีรถไฟตันหยงมัส）は、タイ王国南部ナラーティワート県ラゲ郡にある、タイ国有鉄道南本線の駅である。

## 概要
ナラーティワート県の人口約9万人が暮らすラゲ郡にある駅である。駅の正面側は東向きであり、町の中心部に位置する。
当駅に発着するバンコクよりの列車は全てクルンテープ駅（フワランポーン駅）発着であり、その乗車距離は1115.55kmであり、特急列車利用で19時間20分である。
一等駅であり、1日に14本（7往復）の列車が発着しその内訳は、特急1往復、快速2往復、普通4往復である。

## 歴史
スンガイコーロックを目指し南本線の延伸工事が進められていた1920年3月1日に当駅まで開通し、終点として開業した。開業して18箇月後の1921年9月17日に、南本線の最後の開業区間である当駅 - スンガイコーロック駅間の開業により南本線の完成を見た。
- 1920年3月1日：南本線バロ駅 - 当駅間開通に伴い開業。
- 1921年9月17日：南本線がスンガイコーロック駅まで延伸され、途中駅となる。

## 駅構造
単式及び島式1面の複合型ホーム2面2線をもつ地上駅であり、コンクリート製の駅舎はホームに面している。